# Maria Vicenta Rosal
Chân phước María Vicenta Rosal Vásquez (26 tháng 10 năm 1815 - 24 tháng 8 năm 1886), tên tu sĩ là María de la Encarnación del Corazón de Jesús) là một nữ tu Công giáo Rôma đến từ Guatemala và là một thành viên được tôn phong đến từ Dòng Chị em Bethlemit. Rosal là một người ủng hộ giáo dục và bảo vệ phụ nữ cũng là một nguyên nhân quan trọng trong quan điểm của văn hóa machismo phổ biến trong khu vực vào thời điểm đó.
Việc phong chân phước của bà được tổ chức tại Roma vào giữa năm 1997; bà là phụ nữ Guatemala đầu tiên được phong chân phước.

## Đời sống
Rosal bước vào Dòng Chị em Bethlemite vào ngày 1 tháng 1 năm 1838 và thừa nhận tên tu sĩ là "María de la Encarnación del Corazón de Jesús" và sau đó đã khấn vào ngày 26 tháng 1 năm 1840. Bà nhận được áo dòng vào ngày 16 tháng 7 năm 1838 từ linh mục Bethlemite cuối cùng, là linh mục Martín de San José. Linh mục giải tội đầu tiên của bà là Urbano Ugarte, người đã ủng hộ bà tiến vào đời sống tu trì. Rosal đã thất vọng với các quy định Dòng Bethlemite. Tuy vậy, bà được bổ nhiệm làm viện mẫu tiên khởi của tu viện vào năm 1855. Trong vai trò đó, bà đã cố gắng khôi phục lại các quy định ban đầu. Dòng của bà tạo thêm một tu viện mới của Dòng Các Chị em Bethlemite ở Quetzeltenango năm 1851. Linh mục giải tội thứ hai của bà trong giai đoạn này là linh mục Dòng Tên Ignacio Taboada.
Sự tiến bộ của Rosal trong cải cách ở Quetzeltenango bị gián đoạn khi Justo Rufino Barrios trở thành tổng thống của quốc gia và bắt đầu trục xuất các thành viên của các dòng tu. Rosal đã bị lưu đày khỏi Guatemala theo quyết định này. Năm 1877, bà thành lập trường đầu tiên cho phụ nữ ở Carthage ở Costa Rica và cũng ở Heredia không xa ở đó. Nhưng cuộc đàn áp tôn giáo lan rộng đến Costa Rica trong khóa học và Rosal chạy trốn đến Colombia, nơi bà thành lập một trại trẻ mồ côi và một nơi trú ẩn cho phụ nữ ở Pasto. Lần đầu tiên Rosal định cư tại Ecuador, nơi bà thành lập các hội nghị cho các chị em Bethlemite ở Tulcán và ở Otavalo. Rosal bận rộn với bản sửa đổi các quy định và lập kế hoạch cho các nữ tu mới cũng như quyết tâm tổ chức dòng tu tốt hơn và mong muốn hướng dẫn các nỗ lực của các nữ tu khác bằng sức lôi cuốn và công việc của bản thân.
Rosal qua đời vào ngày 24 tháng 8 năm 1886 lúc 5 giờ sáng ở Ecuador do một vụ tai nạn cưỡi ngựa khi bà đi du lịch với các tu sĩ sáng lập dòng tu. Vị nữ tu quyết định đi du lịch cùng các nữ tu khác cho công việc của họ và tai nạn xảy ra không lâu sau đó và bà qua đời vì những vết thương lâu lành. Phần còn lại của thi hài bà được chôn cất tại Pasto và hiện không còn nữa.